# Bassin de l'amirauté
Le bassin de l’amirauté (en estonien : Admiraliteedi bassein), est un plan d'eau de Tallinn.

## Présentation
Le bassin de l’amirauté est un plan d'eau situé dans le coin sud-est de la baie de Tallinn, en bordure de la rade de Tallinn. 
Le plan d'eau doit son nom au fait qu'en 1714, sur ordre de l'empereur Pierre Ier de Russie, les ateliers de l'Amirauté de la flotte russe y furent établis.